# コブクロのライブツアー
ここでは、今までに行われたコブクロのライブツアーについて記述する。

## 概要
コブクロは、毎年ライブツアーを行っている。(2002〜2004年、2006年、2014年は2回ずつ、活動休止中だった2012年、新型コロナウイルス感染症が流行した2020年は行っていない)
未発表の新曲を積極的にライブで披露し、後にレコーディングするという形式をとっていることが多い。

## ライブツアー(2000年代)

### KOBUKURO 1st Live☆Rally 2002

#### 日程
- 2002/3/9(土)中津文化会館
- 2002/3/10(日)Zepp Fukuoka
- 2002/3/12(火)広島アステールプラザ 中ホール
- 2002/3/15(金)塩尻レザンホール
- 2002/3/17(日)NHKホール
- 2002/3/21(木)富田林すばるホール
- 2002/3/23(土)24(日)神戸国際会館こくさいホール
- 2002/4/2(火)龍野市総合文化会館 赤とんぼ文化ホール 大ホール
- 2002/4/4(木)守山市民ホール 大ホール
- 2002/4/5(金)愛知県勤労会館
- 2002/4/16(火)Zepp Sendai
- 2002/4/20(土)21(日)大阪フェスティバルホール

#### セットリスト
- 2人
- ボクノイバショ/朝顔

MC
- 光/夢唄

MC
- Raining
- 遠くで・・
- Ring

MC
- コンパス
- DOOR
- Bye Bye Oh! Dear My Lover

MC
- 彼女
- YOU
- YELL〜エール〜

MC
- My Sharona (カバー)
- DESPERADO (カバー)
- 太陽

MC
- Moon Light Party!!
- ストリートのテーマ
- memory/神風

アンコール
- 風
- そしてまた恋をする

ダブルアンコール
- 轍-わだち-
- ココロの羽

### KOBUKURO Live☆Rally 2002 "grapefruits"

#### 日程
- 2002/12/12(木)高松市民会館
- 2002/12/13(金)まなび広場にいみ
- 2002/12/16(月)広島アステールプラザ 大ホール
- 2002/12/18(水)福岡メルパルクホール
- 2002/12/20(金)愛知県勤労会館
- 2002/12/22(日)大阪城ホール

#### セットリスト
※大阪城ホールファイナル公演のセットリスト
- 轍-わだち-
- GRAPEFRUITS DAYS
- 新しい場所

MC
- 彼女
- 光
- DOOR

MC
- Ring
- 遠くで・・
- 雪の降らない街

MC
- The Big Man's Blues
- おさかなにわ
- Moon Light Party!
- 神風

MC
- 翼よあれが巴里の灯だ
- 願いの詩
- 風
- YELL〜エール〜

アンコール
- 愛する人よ
- 光の粒

ダブルアンコール
- ゆらゆら
- 桜

### KOBUKURO Live☆Rally 2003 "石の上にも2003年"

#### 日程
- 2003/3/8(土)9(日)大阪フェスティバルホール
- 2003/3/12(水)胆沢文化創造センター
- 2003/3/15(土)16(日)神戸国際会館こくさいホール
- 2003/3/23(日)石西県民文化会館
- 2003/3/27(木)広島厚生年金会館
- 2003/3/29(土)30(日)京都会館 第一ホール
- 2003/4/10(木)大阪フェスティバルホール
- 2003/4/12(土)福岡市民会館
- 2003/4/16(水)名古屋市民会館
- 2003/4/18(金)香川県県民ホール
- 2003/4/26(土)27(日)渋谷公会堂

#### セットリスト
- YELL〜エール〜
- コンパス
- そしてまた恋をする

MC
- 太陽
- miss you
- そばにおいで

MC
- 坂道
- Ring
- YOU

MC
- DOOR
- 雪の降らない街

MC
- blue blue
- 愛する人よ
- 願いの詩

MC
- 真実の口
- 轍-わだち-
- ストリートのテーマ
- 宝島

アンコール
- 桜
- 風

### KOBUKURO Live☆Rally 2003 "STRAIGHT"

#### 日程
- 2003/11/21(金)ハーモニーホール座間
- 2003/11/26(水)名古屋市民会館
- 2003/12/1(月)仙台市民会館
- 2003/12/5(金)臼杵市民会館
- 2003/12/7(日)福岡サンパレス
- 2003/12/10(水)渋谷公会堂
- 2003/12/12(金)島根県民会館
- 2003/12/14(日)スターピアくだまつ
- 2003/12/15(月)広島厚生年金会館
- 2003/12/17(水)香川県県民ホール
- 2003/12/19(金)多治見市文化会館
- 2003/12/21(日)鈴鹿市民会館
- 2003/12/26(金)渋谷公会堂
- 2003/12/29(月)30(火)大阪城ホール

#### セットリスト
- 宝島
- 轍-わだち-
- INVISIBLE MAN

MC
- blue blue
- 昨日の日のワルツ
- 真実の口
- 背番号1

MC
- 愛する人よ
- 風
- 手紙
- YELL〜エール〜

MC
- 潮騒ドライブ
- ストリートのテーマ
- この指とまれ!
- 神風
- memory

アンコール
- Starting Line
- DOOR
- STRAIGHT

### KOBUKURO LIVE TOUR '04 "DOOR"

#### 日程
- 2004/6/19(土)三郷市文化会館
- 2004/6/20(日)神戸ワールド記念ホール
- 2004/6/26(土)27(日)大阪市中央体育館
- 2004/7/1(木)広島厚生年金会館
- 2004/7/4(土)香川県県民ホール
- 2004/7/11(日)福岡サンパレス
- 2004/7/14(水)渋谷公会堂
- 2004/7/17(土)名古屋センチュリーホール

#### セットリスト
- 光の誓いが聴こえた日
- 潮騒ドライブ
- 願いの詩

MC
- 光
- 永遠にともに
- 忘れてはいけないもの

MC
- HUMMING LIFE
- Rising
- 東京の冬

MC
- エピローグ
- 桜
- DOOR

MC
- この指とまれ!
- ボーイズ・オン・ザ・ラン
- 轍
- Moon Light Party!
- 神風

アンコール
- 風
- YELL 〜エール〜

### KOBUKURO LIVE TOUR '04 "MUSIC MAN SHIP"

#### 日程
- 2004/11/19(金)岸和田市立浪切ホール
- 2004/11/23(火)名古屋センチュリーホール
- 2004/11/25(木)鳴門市文化会館
- 2004/11/27(土)渋谷公会堂
- 2004/12/4(土)Zepp Sapporo
- 2004/12/14(火)かつしかシンフォニーヒルズ・モーツァルトホール
- 2004/12/18(土)19(日)広島郵便貯金ホール
- 2004/12/23(木)福岡サンパレス
- 2004/12/25(土)26(日)大阪城ホール

#### セットリスト
- この指とまれ!
- 東京の冬
- コンパス

MC
- HUMMING LIFE
- ボーイズ・オン・ザ・ラン
- Million Films

MC
- 毎朝、ボクの横にいて。-Sweet drip mix-
- Rising
- エピローグ
- Ring（11/23まで風）
- DOOR
- 永遠にともに

MC
- 光の誓いが聴こえた日
- 潮騒ドライブ
- Moon Light Party!
- 神風
- memory

アンコール
- 同じ窓から見てた空
- ここから

ダブルアンコール
- (日替わり曲)

〜日替わり曲一覧〜
- 11/19 岸和田私立浪切ホール:願いの詩
- 11/23 名古屋センチュリーホール:光
- 11/25 鳴門市文化会館:YELL〜エール〜
- 11/27 渋谷公会堂:桜
- 12/4 Zepp Sapporo:Starting Line
- 12/14 かつしかシンフォニーヒルズ・モーツァルトホール:風
- 12/18 広島郵便貯金ホール1日目:愛する人よ
- 12/19 広島郵便貯金ホール2日目:轍-わだち-
- 12/23 福岡サンパレス:手紙
- 12/25 大阪城ホール1日目:光の粒
- 12/26 大阪城ホール2日目:夢唄

### KOBUKURO LIVE TOUR '05 "ここにしか咲かない花"

#### 日程
- 2005/6/11(土)浦安市文化会館
- 2005/6/14(火)渋谷公会堂
- 2005/6/17(金)18(土)神戸国際会館こくさいホール
- 2005/6/21(火)22(水)京都会館 第一ホール
- 2005/6/24(金)奈良県文化会館
- 2005/6/26(日)滋賀県立文化産業交流会館
- 2005/6/30(木)宮崎県立芸術劇場 演劇ホール
- 2005/7/5(火)札幌市教育文化会館
- 2005/7/8(金)福岡サンパレス
- 2005/7/10(日)NHKホール
- 2005/7/12(火)名古屋センチュリーホール
- 2005/7/15(金)16(土)大阪フェスティバルホール
- 2005/7/23(土)香川県県民ホール
- 2005/7/25(月)26(火)広島厚生年金会館

#### セットリスト
- Flag
- 六等星
- Starting Line

MC
- 願いの詩
- 光
- 風
- NOTE

MC
- 同じ窓から見てた空
- 三つ葉のクローバー
- Saturday

MC
- 大樹の影
- 永遠にともに
- 愛する人よ

MC
- 待夢磨心〜タイムマシン〜
- ストリートのテーマ
- LOVER'S SURF
- 轍

MC
- ここにしか咲かない花

アンコール
- Million Films
- ANSWER

### KOBUKURO LIVE TOUR '06 "NAMELESS WORLD"

#### 日程
- 2006/3/4(土)厚木市文化会館
- 2006/3/9(木)周南市文化会館
- 2006/3/11(土)12(日)広島厚生年金会館
- 2006/3/16(木)17(金)神戸国際会館こくさいホール
- 2006/3/21(火)島根県民会館
- 2006/3/25(土)福岡サンパレス
- 2006/3/26(日)宮崎市民文化ホール
- 2006/4/1(土)倉敷市民会館
- 2006/4/2(日)香川県県民ホール
- 2006/4/6(木)新潟テルサ
- 2006/4/9(日)仙台イズミティ21
- 2006/4/11(火)札幌市民会館
- 2006/4/15(土)16(日)名古屋センチュリーホール
- 2006/4/19(水)川口総合文化センター リリア
- 2006/4/24(月)25(火)大阪城ホール
- 2006/4/29(土)神戸ワールド記念ホール
- 2006/5/2(火)神奈川県民ホール
- 2006/5/6(土)日本武道館

#### セットリスト
- 彼方へ
- 六等星 -featuring String Quartet-
- 待夢磨心‐タイムマシン‐

MC
- Million Films
- 東京の冬
- 同じ窓から見てた空
- ここにしか咲かない花

MC
- Fragile mind
- 大樹の影
- Starting Line
- 遠くで・・
- 桜

MC
- Pierrot
- ストリートのテーマ
- 轍 −わだち−
- LOVER'S SURF

アンコール
- あなたへと続く道
- NOTE
- Flag

### KOBUKURO LIVE TOUR '06 "Way Back to Tomorrow"

#### 日程
- 2006/10/7(土)8(日)広島グリーンアリーナ
- 2006/10/11(水)12(木)大阪城ホール
- 2006/10/16(月)松山市民会館
- 2006/10/19(木)静岡市民文化会館
- 2006/10/22(日)23(月)宮崎市民文化ホール
- 2006/10/27(金)28(土)マリンメッセ福岡
- 2006/10/31(火)1(水)7(火)日本武道館
- 2006/11/12(日)香川県県民ホール
- 2006/11/14(火)石川厚生年金会館
- 2006/11/17(金)仙台サンプラザホール
- 2006/11/20(月)21(火)大阪城ホール
- 2006/11/24(金)神戸ワールド記念ホール
- 2006/11/27(月)北海道厚生年金会館
- 2006/11/29(水)新潟県民会館
- 2006/12/2(土)3(日)名古屋レインボーホール

#### セットリスト
- 君という名の翼
- 潮騒ドライブ
- YOU

MC
- 雪の降らない街
- 永遠にともに
- 願いの詩
- 桜

MC
- ここにしか咲かない花
- あなたへと続く道
- DOOR 〜The knock again〜
- 風

MC
- 宝島
- 太陽
- 神風
- memory
- 轍 -Street stroke-

アンコール
- 風見鶏
- 未来への帰り道

MC
- YELL 〜エール〜

### NISSAN cube Presents KOBUKURO LIVE TOUR '07 "蕾"

#### 日程
- 2007/6/16(土)17(日)広島グリーンアリーナ
- 2007/6/20(水)香川県県民ホール
- 2007/6/23(土)愛媛県県民文化会館
- 2007/6/26(火)27(水)30(土)7/1(日)4(水)5(木)大阪城ホール
- 2007/7/10(火)石川厚生年金会館
- 2007/7/13(金)14(土)マリンメッセ福岡 (※7/14は公演中止)
- 2007/7/19(木)20(金)宮崎市民文化ホール
- 2007/7/24(火)25(水)仙台サンプラザホール
- 2007/7/30(月)31(火)北海道厚生年金会館
- 2007/8/4(土)5(日)名古屋日本ガイシホール
- 2007/8/8(水)新潟県民会館
- 2007/8/11(土)12(日)さいたまスーパーアリーナ
- 2007/8/18(土)マリンメッセ福岡 (※7/14の振替公演)

#### 概要
14枚目のシングル『蕾』を引っ提げてのツアー。このツアーで初披露となる楽曲も多く、ツアータイトルの『蕾』は新たな曲の蕾たちという意味も込められている。7月14日に予定されていた福岡公演2日目は台風4号の影響で延期となり、8月18日に振替公演が行われた。

#### セットリスト
- どんな空でも
- 轍-Street stroke-
- 君という名の翼

MC
- 君色
- 桜
- 赤い糸

MC
- 水面の蝶（6/30までCOIN）
- COIN（6/30まで水面の蝶）
- ここにしか咲かない花

MC
- white days
- 夢唄
- 蕾

MC
- ストリートのテーマ
- 彼方へ
- 月光
- LOVER'S SURF
- 神風

アンコール
- Diary
- 風見鶏

### KOBUKURO LIVE TOUR '08 "5296"

#### 日程
- 2008/3/8(土)9(日) 横浜アリーナ
- 2008/3/12(水) 石川県産業展示館 4号館
- 2008/15(土)16(日) 神戸ワールド記念ホール
- 2008/3/19(水)20(木) 宮崎市民文化ホール
- 2008/3/25(火)26(水) 新潟市産業振興センター
- 2008/3/29(土)30(日) 仙台ホットハウススーパーアリーナ
- 2008/4/4(金)5(土) マリンメッセ福岡
- 2008/4/12(土)13(日) アスティとくしま
- 2008/4/16(水)17(木) 日本武道館
- 2008/4/20(日)21(月) 広島グリーンアリーナ
- 2008/4/28(月)29(火) 日本ガイシホール
- 2008/5/3(土)4(日)真駒内セキスイハイムアイスアリーナ
- 2008/5/8(木)9(金)14(水)15(木) 大阪城ホール
- 2008/5/20(火)21(水) 日本武道館
- 2008/5/24(土)25(日) 和歌山ビッグホエール
- 2008/6/4(水)5(木)大阪城ホール

#### セットリスト
- 轍 -わだち-
- 月光
- Diary

MC
- ベテルギウス
- Million Films
- WHITE DAYS
- 蕾

MC
- To calling of love
- FREEDOM TRAIN
- 風の中を

MC
- 天使達の歌
- 風見鶏
- 蒼く 優しく

MC
- 君という名の翼
- 潮騒ドライブ
- ストリートのテーマ
- 彼方へ
- Fragile mind

アンコール
- 桜
- どんな空でも

### JAL presents KOBUKURO LIVE TOUR '09 "CALLING"

#### 日程
- 2009/8/22(土)23(日)マリンメッセ福岡
- 2009/8/28(金)29(土)広島グリーンアリーナ
- 2009/9/2(水)3(木)アルファあなぶきホール（香川県県民ホール）
- 2009/9/6(日)7(月)ひめぎんホール（愛媛県県民文化会館）
- 2009/9/10(木)11(金)宮崎市民文化ホール
- 2009/9/15(火)16(水)大阪城ホール
- 2009/9/19(土)20(日)仙台セキスイハイムスーパーアリーナ
- 2009/9/26(土)27(日)さいたまスーパーアリーナ
- 2009/10/2(金)3(土)沖縄コンベンションセンター・劇場
- 2009/10/11(日)12(月)日本ガイシホール
- 2009/10/17(土)18(日)真駒内セキスイハイムアイスアリーナ
- 2009/10/29(木)30(金)大阪城ホール
- 2009/11/3(火)4(水)神戸ワールド記念ホール
- 2009/11/11(水)12(木)大阪城ホール
- 2009/11/17(火)18(水)横浜アリーナ
- 2009/11/22(日)23(月)朱鷺メッセ・新潟コンベンションセンター
- 2009/11/27(金)28(土)日本武道館

#### セットリスト
- サヨナラHERO
- 虹

MC
- NOTE
- Sunday kitchen
- Summer rain

MC
- 君といたいのに

MC
- (日替わり曲)

MC
- ルルル
- 恋心
- 天使達の歌
- To calling of love

MC
- Moon Light Party!!
- LOVER'S SURF
- 神風
- 轍 -わだち-

MC
- 赤い糸
- STAY

アンコール
- ここにしか咲かない花
- 時の足音

〜日替わり曲一覧〜
- 8/22  マリンメッセ福岡1日目:風
- 8/23  マリンメッセ福岡2日目:Ring
- 8/28  広島グリーンアリーナ1日目:愛する人よ
- 8/29  広島グリーンアリーナ2日目:手紙
- 9/2   アルファあなぶきホール:1日目:Million Films
- 9/3   アルファあなぶきホール2日目:エピローグ
- 9/6   ひめぎんホール1日目:あなたへと続く道
- 9/7   ひめぎんホール2日目:未来への帰り道
- 9/10  宮崎市民文化ホール1日目:遠くで・・
- 9/11  宮崎市民文化ホール2日目:蕾
- 9/16  大阪城ホール1日目:Starting Line
- 9/17  大阪城ホール2日目:三つ葉のクローバー
- 9/19  仙台セキスイハイムスーパーアリーナ1日目:愛する人よ
- 9/20  仙台セキスイハイムスーパーアリーナ2日目:風見鶏
- 9/26  さいたまスーパーアリーナ1日目:WHITE DAYS
- 9/27  さいたまスーパーアリーナ2日目:Flag
- 10/2  沖縄コンベンションセンター1日目:風
- 10/3  沖縄コンベンションセンター2日目:桜
- 10/11 名古屋ガイシホール1日目:I LOVE YOU(尾崎豊)
- 10/12 名古屋ガイシホール2日目:願いの詩
- 10/13 真駒内セキスイハイムアイスアリーナ1日目:あなたへと続く道
- 10/14 真駒内セキスイハイムアイスアリーナ2日目:STRAIGHT
- 10/29 大阪城ホール3日目:三日月(絢香)
- 10/30 大阪城ホール4日目:そばにいれるなら
- 11/4  神戸ワールド記念ホール1日目:コイン
- 11/5  神戸ワールド記念ホール2日目:向かい風
- 11/11 大阪城ホール5日目:YELL〜エール〜
- 11/12 大阪城ホール:夢唄
- 11/17 横浜アリーナ1日目:光
- 11/18 横浜アリーナ2日目:三つ葉のクローバー
- 11/22 朱鷺メッセ新潟コンベンションセンター1日目:海に降る雪
- 11/23 朱鷺メッセ新潟コンベンションセンター2日目:YOU
- 11/27 日本武道館1日目:I LOVE YOU(尾崎豊)
- 11/28 日本武道館 TOUR FINAL:そばにいれるなら

## ライブツアー(2010年代)

### KOBUKURO STADIUM LIVE 2010

#### 日程
- 2010/9/25(土)26(日) 長居陸上競技場
- 2010/10/2(土)3(日) 味の素スタジアム
- 2010/10/10(日) 生目の杜運動公園・多目的グラウンド

#### 概要
コブクロ初となるスタジアムツアー。

#### セットリスト
- 轍-わだち-
- 君という名の翼
- Summer rain

MC
- いつまでも変わらぬ愛を
- I LOVE YOU
- (日替わり曲)
- 奇跡の地球

MC
- Million Films
- YOU
- 夜空

MC
- 願いの詩
- 蕾
- 風見鶏

MC
- 流星

MC
- 彼方へ
- 潮騒ドライブ
- memory
- ストリートのテーマ

アンコール
- Blue Bird
- 君への主題歌

MC
- 太陽のメロディー(宮崎公演のみ、with 布袋寅泰、今井美樹)

〜日替わり曲一覧〜
- 9/25 長居陸上競技場1日目:遠い恋のリフレイン
- 9/26 長居陸上競技場2日目:卒業写真
- 10/2 味の素スタジアム1日目:SUPERSTITION
- 10/3 味の素スタジアム2日目:Lovin' you
- 10/10 生目の杜運動公園:ANSWER

### KOBUKURO LIVE TOUR 2011 "あの太陽が、この世界を照らし続けるように。"

#### 日程
- 2011/5/28(土)29(日) 静岡エコパアリーナ
- 2011/6/2(木)3日(金) 日本武道館
- 2011/6/7(火)8(水) 大阪城ホール
- 2011/6/11(土)12(日) サンドーム福井
- 2011/6/18(土)19(日) 神戸ワールド記念ホール
- 2011/6/24(金)25(土) マリンメッセ福岡
- 2011/6/28(火)29(水) 宮崎市民文化ホール
- 2011/7/2(土)3(日) 横浜アリーナ
- 2011/7/9(土)10(日) アスティとくしま
- 2011/7/15(金)16(土) 広島グリーンアリーナ
- 2011/7/20(水)21(木)24日(日)25日(月) 大阪城ホール
- 2011/8/6(土)7(日) 日本ガイシホール
- 2011/8/13(土)14(日) 仙台セキスイハイムスーパーアリーナ(グランディ・21)　※公演中止
- 2011/8/20(土)21(日) さいたまスーパーアリーナ
- 2011/8/27(土)28(日) 真駒内セキスイハイムアイスアリーナ

#### 概要
活動休止前最後のライブツアー。

#### セットリスト
- 焚き火のような歌
- Blue Bird
- Summer rain
- 虹

MC
- シルエット
- ラブレター
- どんな空でも(初日のみ 君への主題歌)

MC
- 恋愛観測
- 君への主題歌(初日のみ どんな空でも)

MC
- 今と未来を繋ぐもの
- STAY
- 流星

MC
- 情熱の薔薇(カバー)
- 月光
- 神風
- 轍
- あの太陽が、この世界を照らし続けるように。

アンコール
- 蜜蜂
- Flag

### KOBUKURO LIVE TOUR 2013 "One Song From Two Hearts" supported by glico

#### 日程
- 2013/5/11(土)12(日) マリンメッセ福岡
- 2013/5/19(日) 仙台セキスイハイムスーパーアリーナ
- 2013/6/1(土)2(日) 真駒内セキスイハイムアイスアリーナ
- 2013/6/15(土)16(日) さいたまスーパーアリーナ
- 2013/7/20(土)21(日) 京セラドーム大阪

#### 概要
活動休止後最初のライブツアー。
コブクロ初となるドームツアーを京セラドーム大阪で開催した。
5月19日の仙台公演は前回ツアーの仙台公演が中止になったことを受け、本編開始前に前回のツアーで1曲目で歌われた『焚き火の様な歌』が披露された。

#### セットリスト
- One Song From Two Hearts
- 彼方へ
- 神風

MC
- GAME
- 東京の冬

MC
- 未来切手
- 紙飛行機
- 流星
- 待夢磨心-タイムマシン-
- 蜜蜂
- Ring

MC
- リンゴの花
- LIFE GOES ON

MC
- 潮騒ドライブ
- メドレー

1. Blue Bird
2. 虹
3. サヨナラHERO
4. この指とまれ!
5. LOVER'S SURF
6. 君という名の翼

- 轍

MC
- ダイヤモンド

アンコール
- モノクローム
- 桜(京セラのみオーケストラ導入)

### KOBUKURO LIVE TOUR 2014 "陽だまりの道"

#### 日程
- 2014/5/17(土)18(日) 広島グリーンアリーナ
- 2014/5/24(土)25(日) 日本ガイシホール
- 2014/6/3(火)4(水) 大阪城ホール
- 2014/6/7(土)8(日) 横浜アリーナ
- 2014/6/14(土)15(日) 台湾国立台湾大学総合体育館
- 2014/6/28(土)29(日) マリンメッセ福岡
- 2014/7/5(土)6(日) さいたまスーパーアリーナ
- 2014/7/19(土)20(日) 京セラドーム大阪

#### 概要
コブクロ初となる海外公演を台湾で開催。また，国内公演はコブクロ初のセンターステージ形式で行われた。

#### セットリスト
- サイ(レ)ン
- 君という名の翼
- ストリートのテーマ

MC
- 六等星
- 君への主題歌
- 流星
- 大樹の影

MC
- BEST FRIEND
- 風
- Saturday

MC
- 今、咲き誇る花たちよ
- 時の足音/ダイヤモンド※
- 陽だまりの道

MC
- 太陽
- SPLASH
- Moon Light Party!
- 神風

アンコール
- One Song From Two Hearts
- あの太陽が、この世界を照らし続けるように。

※各公演1日目に時の足音、2日目にダイヤモンドを披露。京セラドーム公演のみは1日目がダイヤモンドで2日目が時の足音。

### KOBUKURO ACOUSTIC TWILIGHT TOUR 2014

#### 日程
- 2014/11/12(水)13(木) 札幌ニトリ文化ホール
- 2014/11/18(火)19(水) 新潟テルサ
- 2014/11/25(火)26(水) 仙台サンプラザホール
- 2014/12/3(水)4(木) 香川アルファあぶなぎホール

#### 概要
アコースティック編成でのホールツアー。

#### セットリスト
- 遠まわり
- 未来への帰り道
- HUMMING LIFE

MC
- 信呼吸
- Million Films
- ベテルギウス

MC
- miss you
- 毎朝、ボクの横にいて。
- 今、咲き誇る花たちよ
- Ring

MC
- Twilight
- あなたへと続く道
- ここにしか咲かない花

MC
- 轍
- 風の中を
- 神風
- Summer Rain

アンコール
- 桜
- ココロの羽

### KOBUKURO LIVE TOUR 2015“奇跡” supported by Ghana

#### 日程
- 2015/4/25(土)26(日) 真駒内セキスイハイムアイスアリーナ
- 2015/5/2(土)3(日) 仙台セキスイハイムスーパーアリーナ
- 2015/5/12(火)13(水) 横浜アリーナ
- 2015/5/30(土)31(日) 日本ガイシホール
- 2015/6/6(土)7(日) さいたまスーパーアリーナ
- 2015/6/13(土)14(日) マリンメッセ福岡
- 2015/6/27(土)28(日) アスティとくしま
- 2015/7/4(土)5(日) 広島グリーンアリーナ
- 2015/7/11(土)12(日) 朱鷺メッセ・新潟コンベンションセンター
- 2015/7/18(土)19(日) 京セラドーム大阪
- 2015/8/19(水)20(木) 大阪城ホール
- 2015/8/26(水)27(木) 日本ガイシホール

#### 概要
コブクロ史上最大動員ツアー。”陽だまりの道”ツアーに引き続き，センターステージで行われた。京セラドーム公演2日目では、宮沢和史がゲストで登場した。

#### セットリスト
- 奇跡
- Summer rain
- 轍

MC
- 今、咲き誇る花たちよ
- 願いの詩
- 信呼吸
- 永遠にともに

MC
- hana
- 水面の蝶
- Twilight (4/25のみ桜)

MC
- 遠くで・・
- 桜 (4/25のみTwilight)
- DOOR

MC
- NO PAIN,NO GAIN

MC
- 風になりたい (京セラドーム2日目のみwith 宮沢和史)
- 星のラブレター (with 宮沢和史、京セラドーム2日目のみ)
- 42.195km
- サヨナラHERO
- memory

アンコール
- 星が綺麗な夜でした

MC
- ココロの羽

### KOBUKURO LIVE TOUR 2016 “TIMELESS WORLD” supported by Ghana

#### 日程
- 2016/08/27(土)28(日) 真駒内セキスイハイムアイスアリーナ
- 2016/09/03(土)04(日) 大阪城ホール
- 2016/09/10(土)11(日) 広島グリーンアリーナ
- 2016/09/21(水)22(木) 日本ガイシホール
- 2016/10/01(土)02(日) 日本ガイシホール
- 2016/10/08(土)09(日) ひめぎんホール
- 2016/10/17(月)18(火) 神奈川県民ホール
- 2016/10/24(月)25(火) 日本武道館
- 2016/11/02(水)03(木) 仙台サンプラザホール
- 2016/11/09(水)10(木) 新潟県民会館
- 2016/11/19(土)20(日) さいたまスーパーアリーナ
- 2016/11/26(土)27(日) マリンメッセ福岡
- 2016/12/05(月)06(火) 宮崎市民文化ホール
- 2016/12/17(土)18(日) 京セラドーム大阪

#### 概要
9枚目のアルバム「TIMELESS WORLD」を提げて行われたツアー。「TIMELESS WORLD」及び5枚目のアルバム「NAMELESS WORLD」の収録曲を中心にセットリストが組まれた。河村カースケ智康がドラムスとして初めてツアーに参加した。また、アリーナ公演は久しぶりにエンドステージとなる(ドーム公演はセンターステージ)。ファイナル公演では、布袋寅泰がゲストで登場した。

#### バンドメンバー
- 福原将宜：Guitars & Chorus
- 山口寛雄：Bass & Chorus
- 松浦基悦：Piano, Synthesizers, Organ & Chorus
- 河村"カースケ"智康：Drums
- 坂井"Lambsy"秀彰：Percussions & Chorus
- 漆原直美：1st Violin
- 亀田夏絵：2nd Violin
- 渡邉智生：Viola
- 原口梓：Cello

#### セットリスト
- SUNRISE
- 六等星
- hana
- SNIFF OUT!

MC
- 奇跡
- Tearless

MC
- Flag

MC
- 同じ窓から見てた空
- 何故、旅をするのだろう
- NOTE
- 桜
- 蕾
- 未来

MC
(通常セトリ)
- サイ(レ)ン
- tOKi meki
- SPLASH
- LOVER'S SURF

(京セラドーム2日目のセトリ)
- NO PAIN,NO GAIN(with 布袋寅泰)
- POISON(with 布袋寅泰)
- サイ(レ)ン
- tOki meki
- LOVER'S SURF

アンコール
- 今と未来を繋ぐもの

MC
- STAGE

### アサヒもぎたてpresents KOBUKURO LIVE TOUR 2017 “心”

#### 日程
- 2017/07/08(土)09(日) 新潟県民会館
- 2017/07/18(火)19(水) レクザムホール
- 2017/07/27(木)28(金) パシフィコ横浜 国立大ホール
- 2017/08/03(木)04(金)  宮崎市民文化ホール
- 2017/08/10(木)11(金) ひめぎんホール
- 2017/08/21(月)22(火) 東京国際フォーラム
- 2017/08/27(日)28(月) 仙台サンプラザホール
- 2017/09/02(土)03(日) ニトリ文化ホール
- 2017/09/16(土)17(日) 静岡エコパアリーナ
- 2017/09/23(土)24(日) マリンメッセ福岡
- 2017/10/03(火)04(水) 大阪城ホール
- 2017/10/11(水)12(木) 日本ガイシホール
- 2017/11/03(金)04(土) 広島グリーンアリーナ
- 2017/11/18(土)19(日) 京セラドーム大阪
- 2017/11/25(土)26(日) さいたまスーパーアリーナ

#### 概要
シングル「心」を提げて行われたツアー。前半がホールツアー、後半がアリーナ&ドームツアー(京セラドーム大阪・さいたまスーパーアリーナのみセンターステージ)という構成である。ホールツアーのドラムスを2015年以来に小田原豊、アリーナツアーのドラムスを2016年以来に河村カースケ智康が担当した。未発表新曲3曲(「君になれ」「夏の雫」「白雪」)が披露され、3曲とも翌年にシングルのカップリングとして音源化された。京セラドーム2日目の公演ではゲストにNAOTOが登場し、「心」の歌唱時にパフォーマンスを披露した。

#### バンドメンバー
- 福原将宜：Guitars & Ukulele
- 山口寛雄：Bass
- 松浦基悦：Piano, Synthesizers, Organ & Chorus
- 坂井"Lambsy"秀彰：Percussions & Chorus
- 河村"カースケ"智康：Drums (静岡-埼玉公演)
- 小田原豊：Drums (新潟-札幌公演)
- 漆原直美：1st Violin
- 藤縄陽子：2nd Violin
- 渡邉智生：Viola
- 原口梓：Cello

#### セットリスト
- 君になれ
- 虹
- 君という名の翼
- tOKi meki

MC
- 紙飛行機
- SUNRISE
- HELLO, NEW DAY

MC
- LIFE

MC
- 夏の雫
- 流星

MC
- Starting Line
- 蒼く 優しく
- 心

MC
- 白雪
- memory
- 神風(9/24まで潮騒ドライブ)
- ストリートのテーマ

アンコール
- 未来

MC
- 轍 -わだち-

### KOBUKURO WELCOME TO THE STREET 2018 “ONE TIMES ONE” supported by 三井住友VISAカード

#### 日程
- 2018/05/26(土)27(日) 静岡エコパアリーナ
- 2018/06/02(土)03(日) 横浜アリーナ
- 2018/06/16(土)17(日) マリンメッセ福岡
- 2018/06/23(土)24(日) 広島グリーンアリーナ
- 2018/07/04(水)05(木) 日本ガイシホール
- 2018/07/14(土)15(日) さいたまスーパーアリーナ
- 2018/07/21(土)22(日) 京セラドーム大阪

#### 概要
バンドメンバー無し、演奏は全て小渕が担当した2人だけのツアー。セミファイナルとなった7月21日の公演では、ゲストにゆずが登場し、4人で「いつか」「夏色」を披露した。

#### セットリスト
- YELL ～エール～
- One Song From Two Hearts
- Million Films
- ストリートのテーマ

MC
- 君になれ

MC
- 【その日の気分(日替わり)】

MC
- 【その日の気分(日替わり)】

MC
- 【その日の気分(日替わり)】
- Ring

MC
- 【日替わり曲】
- 【日替わり曲】
- 【日替わり曲】※日替わり3曲のうち全公演1曲は「桜」

MC
- 潮騒ドライブ
- Moon Light Party!!
- 轍 -わだち-

MC
- ONE TIMES ONE

アンコール
- 【その日の気分(日替わり)】

MC
- バトン

#### 日替わり曲
「その日の気分コーナー」
このツアーは特別企画として、ライブのその場で歌唱曲を決め披露するものがあった。曲の決め方は来場したファンから直接希望を聞いたり、小渕や黒田が歌いたい曲を選ぶなど様々である。
「その日の気分」歌唱曲一覧
- 5/26→そばにいれるなら、HUMMING LIFE、Fragile mind、未来への帰り道
- 5/27→夜空、エピローグ、LOVE、遠くで・・
- 6/2→永遠にともに、2人、DOOR、YOU
- 6/3→向かい風、朝顔、どんな空でも、赤い糸
- 6/16→コイン、そばにおいで、miss you、蜜蜂
- 6/17→遠まわり、あなたへと続く道、光、星が綺麗な夜でした
- 6/23→愛する人よ、六等星、NOTE、手紙
- 6/24→三つ葉のクローバー、Twilight、恋心、ここから
- 7/4→To Caling of Love、東京の冬、新しい場所、STRAIGHT
- 7/5→夏の雫、坂道、あの太陽が、この世界を照らし続けるように。、モノクローム
- 7/14→忘れてはいけないもの、今、咲き誇る花たちよ、夢唄、Flag
- 7/15→流星、Bell、ANSWER、WHITE DAYS
- 7/21→STAY、朝顔、未来、虹の真下
- 7/22→2人、YOU、NOTE、夢唄、焚き火の様な歌

日替わり曲一覧
ここでは10〜12曲目の日替わり曲を紹介。こちらの3曲はツアー開催前に行われた投票で票の多かった楽曲が披露されている。先述の通り全ての公演で3曲のうち1曲は桜を歌っている。
- 5/26→風、ここにしか咲かない花、桜
- 5/27→風見鶏、桜、蕾
- 6/2→風見鶏、桜、ここにしか咲かない花
- 6/3→桜、風、蕾
- 6/16→風、桜、ここにしか咲かない花
- 6/17→桜、風見鶏、蕾
- 6/23→風、桜、ここにしか咲かない花
- 6/24→桜、風見鶏、蕾
- 7/4→桜、風、蕾
- 7/5→桜、風見鶏、ここにしか咲かない花
- 7/14→桜、風見鶏、蕾
- 7/15→桜、風、ここにしか咲かない花
- 7/21→桜、風見鶏、蕾
- 7/22→桜、風、ここにしか咲かない花

### KOBUKURO 20TH ANNIVERSARY TOUR 2019 “ATB” supported by バイトル

#### 日程
- 2019/03/20(水)21(木) ホクト文化ホール大ホール
- 2019/03/30(土)31(日) ひめぎんホール
- 2019/04/12(金)13(土) 札幌文化芸術劇場hitaru
- 2019/04/19(金)20(土) 岩手県民会館大ホール
- 2019/04/25(木)26(金) 仙台サンプラザホール
- 2019/05/01(水)02(木) パシフィコ横浜国立大ホール
- 2019/05/11(土)12(日) 広島グリーンアリーナ
- 2019/05/18(土)19(日) 日本武道館
- 2019/05/28(火)29(水) 大阪城ホール
- 2019/06/04(火)05(水) 金沢歌劇座
- 2019/06/15(土)16(日) マリンメッセ福岡
- 2019/06/23(日)24(月) 新潟県民会館
- 2019/06/29(土)30(日) さいたまスーパーアリーナ
- 2019/07/05(金)06(土) 鹿児島市民文化ホール第一
- 2019/07/13(土)14(日) ポートメッセなごや
- 2019/07/20(土)21(日) 京セラドーム大阪
- 2019/08/03(土)04(日) 万代南夢宮文化中心夢想劇場
- 2019/08/24(土) 台北國際会議中心TICC

#### 概要
結成20周年を記念したツアー。2014年以来となる台湾公演と初の上海公演も含まれる。ライブハウス・ホール・アリーナ・ドームと様々な規模の会場で行われた。アリーナ・ドームはセンターステージ、ホールは2段構造のセット(黒田発案)で行われた。
冒頭3曲はギター1本で始まり、4曲目からパーカッション、5曲目からピアノ・ギター・ベースが、6曲目からドラムと、徐々に楽器が増えていく構成であった(ストリート時代からメジャーデビューまでの流れを表現)。
後述の通り、日替わりの曲が多く、全公演違うセットリストで行った。オープニングやアンコールなどでは、生のサンドアートとともに演奏を披露した。京セラドーム公演の2日間は、ゲストにHONEST BOYZ(R)が登場した。

#### バンドメンバー
- 福原将宜：Guitars & Chorus
- 山口寛雄：Bass & Chorus
- 松浦基悦：Piano, Keyboards & Chorus
- 河村"カースケ"智康：Drums
- 坂井"Lambsy"秀彰：Percussions & Chorus
- 漆原直美：1st Violin
- 藤縄陽子：2nd Violin
- 渡邉智生：Viola
- 原口梓：Cello

#### セットリスト
- 桜
- DOOR
- 【日替わり曲1】
- 【日替わり曲2】(4/19まではBellのみ)
- 太陽
- YELL～エール～

MC
- 赤い糸※1
- 【日替わり曲3】
- 【日替わり曲4】

MC
- 宝島
- 轍-わだち-
- tOKi meki
- Moon Light Party!!
- 神風

MC
- 【日替わり曲5】
- 蕾
- 風をみつめて

MC
- 20180908
- 晴々

アンコール
- SAKURA feat.KOBUKURO(with HONEST BOYZ(R))(京セラドーム公演のみ)

MC
- ココロの羽
- ANSWER

#### 日替わり曲一覧
- 3/20→2人、Bell、流星、未来、風
- 3/21→朝顔、Bell、ここにしか咲かない花、蒼く 優しく、時の足音
- 3/30→夜空、Bell、流星、Twilight、時の足音
- 3/31→遠まわり、Bell、ここにしか咲かない花、未来、風
- 4/12→2人、Bell、流星、あの太陽が、この世界を照らし続けるように。、風
- 4/13→LOVE、Bell、未来、蒼く 優しく、時の足音
- 4/19→朝顔、Bell、流星、ここにしか咲かない花、風
- 4/20→遠まわり、Bye Bye Oh! Dear My Lover、未来、Twilight、時の足音
- 4/25→LOVE、虹の真下、未来、あの太陽が、この世界を照らし続けるように。、時の足音
- 4/26→向かい風、Bell、流星、Twilight、風
- 5/1→2人、Bell、未来、ここにしか咲かない花、風
- 5/2→朝顔、ボクノイバショ、流星、蒼く 優しく、時の足音
- 5/11→遠まわり、Bell、流星、ここにしか咲かない花、時の足音
- 5/12→LOVE、ボクノイバショ、未来、蒼く 優しく、時の足音
- 5/18→夜空、Bell、流星、あの太陽が、この世界を照らし続けるように。、風
- 5/19→遠まわり、ボクノイバショ、未来、ここにしか咲かない花、時の足音
- 5/28→朝顔、Bell、未来、Twilight、風
- 5/29→2人、Bye Bye Oh! Dear My Lover、流星、ここにしか咲かない花、風
- 6/4→LOVE、ボクノイバショ、未来、蒼く 優しく、風
- 6/5→遠まわり、Bye Bye Oh! Dear My Lover、流星、ここにしか咲かない花、風
- 6/15→2人、ボクノイバショ、未来、ここにしか咲かない花、風
- 6/16→遠まわり、Bye Bye Oh! Dear My Lover、流星、蒼く 優しく、風
- 6/23→朝顔、Bye Bye Oh! Dear My Lover、流星、Twilight、時の足音
- 6/24→朝顔、Bye Bye Oh! Dear My Lover、流星、Twilight、時の足音
- 6/29→朝顔、Bye Bye Oh! Dear My Lover、流星、ここにしか咲かない花、風
- 6/30→LOVE、ボクノイバショ、未来、ここにしか咲かない花、風
- 7/5→遠まわり、ボクノイバショ、流星、ここにしか咲かない花、時の足音
- 7/6→2人、Bell、未来、あの太陽が、この世界を照らし続けるように。、風
- 7/13→遠まわり、Bell、流星、Twilight、風
- 7/14→2人、Bye Bye Oh! Dear My Lover、未来、ここにしか咲かない花、風
- 7/20→LOVE、ボクノイバショ、流星、ここにしか咲かない花、風
- 7/21→遠まわり、Bye Bye Oh! Dear My Lover、未来、あの太陽が、この世界を照らし続けるように。、時の足音
- 8/3→遠まわり、ボクノイバショ、流星、ここにしか咲かない花、時の足音
- 8/4→2人、Bye Bye Oh! Dear My Lover、未来、ここにしか咲かない花、風
- 8/24→遠まわり、Bye Bye Oh! Dear My Lover、流星、ここにしか咲かない花、風

※1→広島公演2日目のみ「遠くで・・」を、上海・台北公演計3公演では「永遠にともに」を披露。

## ライブツアー(2020年代)

### KOBUKURO LIVE TOUR 2021 "Star Made"

#### 日程
- 2021/7/16(金)17(土) 森のホール21 (松戸市文化会館)
- 2021/7/23(金)24(土) 愛媛県県民文化会館
- 2021/8/20(金)21(土) 広島文化学園HBGホール
- 2021/9/2(木)3(金) 仙台サンプラザホール
- 2021/9/9(木)10(金) 札幌文化芸術劇場 hitaru
- 2021/9/21(火)22(水) 神戸国際会館
- 2021/9/30(木)10/1(金) パシフィコ横浜 国立大ホール
- 2021/10/7(木)8(金) 名古屋国際会議場 センチュリーホール
- 2021/10/13(水)14(木) 宮崎市民文化ホール
- 2021/10/21(木)22(金) 福岡サンパレス
- 2021/10/27(水)28(木) 東京ガーデンシアター
- 2021/11/5(金)6(土) 大阪・フェスティバルホール

#### 概要
アルバム「Star Made」を引っ提げてのライブツアーで、2年ぶりの開催となった。新型コロナウイルス感染症対策として，ホールのみでの公演となった上，座席を1席ずつ空けて，最大収容人数の50%の観客数で全公演行った。10月28日に実施した東京ガーデンシアター公演の2日目の様子を収録し，11月27日にSTREAMING LIVEとして配信した(のちにDVD化)。ベースを山口寛雄に代わり種子田健が担当した。

#### バンドメンバー
- 福原将宜：Guitars & Chorus
- 種子田健：Bass
- 松浦基悦：Piano, Keyboards & Chorus
- 河村"カースケ"智康：Drums
- 坂井"Lambsy"秀彰：Percussions & Chorus
- 漆原直美：1st Violin
- 藤縄陽子：2nd Violin
- 渡邉智生：Viola
- 原口梓：Cello

#### セットリスト
- Star Song
- 晴々
- ONE TIMES ONE

MC
- 紙飛行機
- 夕紅
- 卒業

MC
- 赤い糸
- 露光

MC
- 風をみつめて
- 両忘
- 灯ル祈リ

MC
- コンパス
- 君になれ
- 白雪
- 大阪SOUL

アンコール
- 轍

MC
- Always(laughing with you.)

### KOBUKURO LIVE TOUR 2022 "GLORY DAYS"

#### 日程
- 2022/10/22(土) 三重県営サンアリーナ
- 2022/11/1(火)2(水) 大阪城ホール
- 2022/11/10(木)11(金) 日本ガイシホール
- 2022/11/19(土)20(日) さいたまスーパーアリーナ
- 2022/12/3(土)4(日) 広島グリーンアリーナ
- 2022/12/10(土)11(日) マリンメッセ福岡

#### 概要
2019年のATBツアー以来、3年ぶりのアリーナツアー。「Roadmade」、「grapefruits」、「STRAIGHT」のドラムを担当していた渡嘉敷祐一がDrumsとしてツアーに初めて参加した。
未発表の新曲（「Mr.GLORY」、「雨粒と花火」、「足跡」の3曲）に加え、「ベテルギウス」、「あの太陽が、この世界を照らし続けるように。」、「時の足音」ではそれぞれ大幅なアレンジを施して披露された。「ベテルギウス」「時の足音」のアレンジは、Bassの山口寛雄が担当した。「ストリートのテーマ」では、コールアンドレスポンスを手拍子で行った。来場者全員に新曲の歌詞カード(大阪・埼玉・福岡公演を除きビジョンが用意されなかったため)と小渕・黒田2人の名刺が配布された。

#### バンドメンバー
- 福原将宜：Guitars & Chorus
- 山口寛雄：Bass
- 松浦基悦：Piano, Keyboards & Chorus
- 渡嘉敷祐一：Drums
- 坂井"Lambsy"秀彰：Percussions & Chorus
- 漆原直美：1st Violin
- 藤縄陽子：2nd Violin
- 渡邉智生：Viola
- 原口梓：Cello

#### セットリスト
- Mr.GLORY
- 今、咲き誇る花たちよ

MC
- 流星
- ベテルギウス(Rearranged by 山口寛雄)
- Always (laughing with you.)

MC
- 恋心
- 恋愛観測
- あの太陽が、この世界を照らし続けるように。(Rearranged by KOBUKURO)

MC
- 時の足音(Rearranged by 山口寛雄)
- Days

MC
- 雨粒と花火
- ストリートのテーマ
- 神風
- この地球の続きを

アンコール
- YELL〜エール〜

MC
- 足跡

### KOBUKURO LIVE TOUR 2023 "ENVELOP" supported by はたらこねっと

#### 日程
- 2023/7/21(金)22(土) フェニーチェ堺
- 2023/7/27(木)28(金) 広島・上野学園ホール
- 2023/8/3(木)4(金) 福岡サンパレス
- 2023/8/15(火)16(水) 宮崎市民文化ホール
- 2023/8/26(土)27(日) 熊本城ホール メインホール
- 2023/9/2(土)3(日) 仙台サンプラザホール
- 2023/9/9(土)10(日) 札幌文化芸術劇場 hitaru
- 2023/9/16(土)17(日) 松山市民会館
- 2023/9/22(金)23(土) 名古屋国際会議場 センチュリーホール
- 2023/10/3(火)4(水) 大阪城ホール
- 2023/10/21(土)22(日) さいたまスーパーアリーナ (※公演中止)
- 2024/1/25(木)26(金) 東京ガーデンシアター (※振替公演)

#### 概要
2023年3月にリリースしたシングル『エンベロープ』を引っ提げたツアー。曲名とは異なり、「包み込む」という意味の「ENVELOP」という英語タイトルにした。今ツアーでの『Starting Line』『Moon Light Party!!』『LIFE GOES ON』はリアレンジが施されている(同年3月のスペシャルライブにて、『Moon Light Party!!』は既に同様のアレンジで披露されている)。
また2019年以来4年ぶりに協賛が入る。ホール公演がほとんどで、アリーナは大阪・埼玉(中止)の2箇所のみとなった。またコブクロ結成の地・堺にあるホール「フェニーチェ堺」でのコブクロ初公演が初日・2日目に行われた。バンドメンバーは2年ぶりに河村”カースケ”智康、種子田健が参加。会場では初の試みとして「KOBUKUROガチャ」が行われている。
セミファイナル・ファイナルであった10月21日・22日のさいたまスーパーアリーナ公演は、黒田の急性肝炎による入院のため公演が中止となった。その振替公演は、2024年の1月25日・26日に東京ガーデンシアターで行われた。1つのツアーが年を跨いで開催されるのはこれが初となった。

#### バンドメンバー
- 福原将宜：Guitars
- 種子田健：Bass
- 松浦基悦：Keyboards
- 河村"カースケ"智康：Drums
- 坂井"Lambsy"秀彰：Percussions
- 漆原直美：1st Violin
- 藤縄陽子：2nd Violin
- 渡邉智生：Viola
- 原口梓：Cello

#### セットリスト
- Starting Line
- 君という名の翼
- Soul to Soul

MC
- 両忘
- 雨粒と花火

MC
- Star Song
- 大樹の影

MC
- 蕾
- DOOR
- エンベロープ

MC
- Moon Light Party!!
- メドレー

1. この地球の続きを
2. サイ(レ)ン
3. 風の中を
4. tOKi meki
5. 白雪
6. WINDING ROAD
7. サヨナラ HERO
8. memory
9. 神風
10. この地球の続きを

アンコール
- LIFE GOES ON

MC
- 桜

### KOBUKURO 25TH ANNIVERSARY TOUR 2024 "QUARTER CENTURY"

#### 日程
- 2024/8/10(土)11(日) 高崎芸術劇場 大劇場
- 2024/8/16(金)17(土) 広島・上野学園ホール
- 2024/8/23(金) 東京ガーデンシアター
- 2024/8/30(金) 松山市民会館　(台風10号の影響により公演中止)
- 2024/8/31(土) レクザムホール (香川県県民ホール) (台風10号の影響により公演中止)
- 2024/9/6(金) 宮崎市民文化ホール
- 2024/9/14(土)石川・本多の森 北電ホール
- 2024/9/15(日) 福井・フェニックス・プラザ エルピス 大ホール
- 2024/9/22(日)23(月) 福岡サンパレス
- 2024/9/28(土)29(日) 名古屋国際会議場 センチュリーホール
- 2024/10/5(土)6(日) 仙台サンプラザホール
- 2024/10/13(日)14(月) 札幌文化芸術劇場 hitaru
- 2024/10/19(土)20(日) ぴあアリーナMM
- 2024/11/9(土)10(日) Asue アリーナ大阪

#### 概要
2024年9月にリリースの11thアルバム『QUARTER CENTURY』を引っ提げ、また前年9月に迎えた25周年を記念したツアー。10月20日の横浜公演2日目ではスキマスイッチがゲストで登場し、『轍』と『全力少年』を4人で披露した。

#### バンドメンバー
- 福原将宜：Guitars
- 山口寛雄：Bass
- 松浦基悦：Keyboards
- 河村"カースケ"智康：Drums
- 坂井"Lambsy"秀彰：Percussions
- 漆原直美：1st Violin
- 藤縄陽子：2nd Violin
- 渡邉智生：Viola
- 原口梓：Cello

#### セットリスト
- 宝島
- SUNRISE
- サイ(レ)ン

MC
- Blame It On The Love Song
- Mr.GLORY
- hana

MC
- Million Films
- 雨粒と花火

MC
- 雨
- エンベロープ
- ここにしか咲かない花

MC
- この地球の続きを
- tOKi meki
- SPLASH
- Moon Light Party!!

アンコール
- 轍

（通常セトリ）
MC
- RAISE THE ANCHOR

（横浜2日目セトリ）
MC
•全力少年
MC
- RAISE THE ANCHOR

### KOBUKURO LIVE TOUR 2025 "THIS IS MY HOMETOWN"

#### 日程
- 2025/7/17(木)18(金) 四日市市文化会館 第1ホール
- 2025/8/1(金)2(土) 札幌文化芸術劇場 hitaru
- 2025/8/15(金)16(土) 福岡サンパレス
- 2025/8/23(土)24(日) 広島・上野学園ホール
- 2025/8/29(金)30(土) 宮崎市民文化ホール
- 2025/9/5(金) オーバード・ホール 大ホール
- 2025/9/6(土)石川・本多の森 北電ホール
- 2025/9/20(土)21(日) 東京エレクトローンホール宮城
- 2025/10/4(土)5(日) Niterra日本特殊陶業市民会館フォレストホール
- 2025/10/15(水)16(木) 大阪城ホール
- 2025/10/25(土)26(日) ぴあアリーナMM
- 2025/11/10(月) レクザムホール（香川県県民ホール)
- 2025/11/11(火) 松山市民会館

#### 概要
2025年7月にリリースの1stミニアルバム『THIS IS MY HOMETOWN』を引っ提げたツアー。前年のツアーで公演中止となった香川、愛媛公演がそれぞれ本ツアーのセミファイナル、ファイナル公演となった。